# 1413 Рокарі
1413 Рокарі (1413 Roucarie) — астероїд головного поясу, відкритий 12 лютого 1937 року.
Тіссеранів параметр щодо Юпітера — 3,219.